# Matthew Lloyd

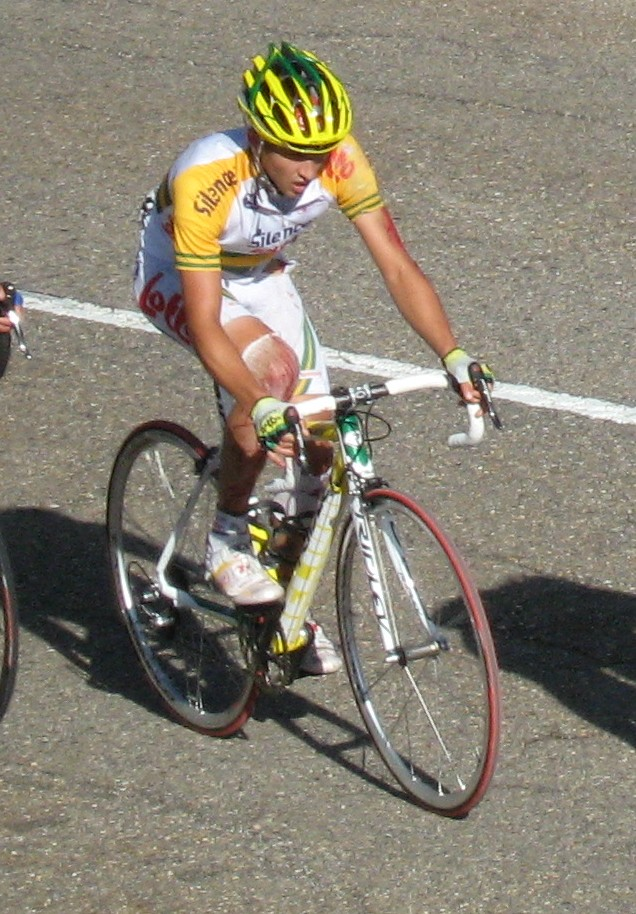
Matthew Lloyd in de Vuelta 2008.

Matthew ("Matt") Lloyd (Melbourne, 24 mei 1983) is een Australisch wielrenner.
In 2008 werd Lloyd nationaal kampioen van Australië. Ook in de Waalse klassiekers deed hij het uitstekend. In 2010 behaalde hij zijn grootste overwinning: de zesde etappe in de Ronde van Italië. Hij won in deze Giro tevens het bergklassement.
In december 2010 brak Lloyd zijn schouder tijdens een training. Een operatie was noodzakelijk.
Omega Pharma-Lotto, de ploeg waar hij sinds 2007 voor reed, maakte op 14 april 2011 bekend dat ze het contract van Lloyd hadden ontbonden. In een communiqué stond te lezen: "Het imago van onze ploeg viel niet meer met het gedrag van Matthew te combineren".

## Belangrijkste overwinningen
2004
- 12e etappe Herald Sun Tour

2005
- 5e etappe Ronde van Wellington
- Eindklassement Ronde van Wellington

2006
- 5e etappe Tour of Japan
- Trofeo Alcide Degasperi
- 5e etappe Herald Sun Tour
- Bergklassement Herald Sun Tour

2008
- Australisch kampioen op de weg, Elite

2010
- 6e etappe Ronde van Italië
- Bergklassement Ronde van Italië

## Resultaten in voornaamste wedstrijden
| Jaar | Ronde van Italië | Ronde van Frankrijk | Ronde van Spanje |
| ---- | ---------------- | ------------------- | ---------------- |
| 2007 | 61e              |                     |                  |
| 2008 | 30e              |                     | opgave           |
| 2009 |                  | 44e                 | 50e              |
| 2010 | 50e (1)          | 46e                 |                  |
| 2011 |                  |                     |                  |
| 2012 |                  | opgave              |                  |

| Jaar | Amstel Gold Race | Luik-Bast.‑Luik | Ronde van Lombardije | Waalse Pijl |  | WK op de weg |  | Wereldranglijsten |
| ---- | ---------------- | --------------- | -------------------- | ----------- |  | ------------ |  | ----------------- |
| 2007 | 57e              |                 | 65e                  | 46e         |  | 55e          |  |                   |
| 2008 | 25e              | 16e             | 18e                  | 25e         |  | 55e          |  |                   |
| 2009 | opgave           |                 | 39e                  |             |  | 64e          |  |                   |
| 2010 |                  |                 | opgave               |             |  |              |  | 141e (UWK)        |
| 2012 |                  |                 | opgave               |             |  |              |  |                   |

## Ploegen
- 2006-SouthAustralia.com-AIS
- 2007-Predictor-Lotto
- 2008-Silence-Lotto
- 2009-Silence-Lotto
- 2010-Omega Pharma-Lotto
- 2011-Omega Pharma-Lotto (tot 14/04)
- 2012-Lampre-ISD
- 2013-Lampre-Merida
- 2014-Jelly Belly p/b Maxxis